# Pierre Beffarat
Pierre Beffarat, né le 13 mars 1899 à Clichy et mort le 2 mars 1982 dans le 2e arrondissement de Paris,, est un coureur cycliste français. Il participe à des compétitions dans les années 1910 et 1920.

## Biographie
Pierre Beffarat est mobilisé en 1918 pendant la Première Guerre mondiale. En 1922, il se distingue en terminant championnat de France sur route amateurs, sous les couleurs du Vélo Club de Levallois. Il évolue ensuite au niveau professionnel entre 1923 et 1929. Durant cette période, il s'impose notamment à deux reprises sur la course Paris-Caen. Il obtient également diverses places d'honneur dans des épreuves régionales. Malgré ses performances, il n'a jamais participé au Tour de France.
Il est condamné par la cour d'appel de Paris en 1927 pour violences volontaires, injures et violation de domicile et, en 1935, pour contrebande par voiture,.

## Palmarès
- 1922
  - 3e du championnat de France sur route amateurs
- 1923
  - Paris-Caen
  - 2e du Circuit du Maine-et-Loire
  - 2e de Paris-Chauny
- 1924
  - 2e du Circuit de Paris
- 1926
  - 2e de Rennes-Le Mans-Caen
- 1928
  - Paris-Caen